# Platylabus altitudinis
Platylabus altitudinis är en stekelart som beskrevs av Turner 1919. Platylabus altitudinis ingår i släktet Platylabus och familjen brokparasitsteklar. Inga underarter finns listade i Catalogue of Life.